# Ricardo Buryaile
Ricardo Buryaile (Departamento Patiño, provincia de Formosa, 29 de noviembre de 1962) es un contador, empresario y político argentino.  Fue tres veces electo diputado nacional por la provincia de Formosa. Además, desempeño el cargo de ministro de Agricultura de la nación desde el 10 de diciembre de 2015 hasta el 21 de noviembre de 2017 designado por el presidente Mauricio Macri.

## Biografía

### Primeros años
La familia Buryaile posee diferentes propiedades rurales en la Salta y Formosa. Tiene tres hijos. Se ha denunciado que gran parte de su fortuna familiar la habría hecho durante el autodenominado Proceso de Reorganización Nacional.
Egresó como Contador público nacional de la Universidad Católica Argentina.
Fue presidente de la Sociedad Rural de Pilcomayo entre 2005 y 2009, En 2019, en una causa judicial por la compra de votos por parte de Cambiemos la justicia imputó penalmente a Dante Sica y otros funcionarios del macrismo por el subsidio de 5000 pesos a desocupados con fines clientelares. La jueza María Servini había dictado una medida cautelar que impedía su reparto hasta después de los comicios. Más de la mitad de los fiscales electorales de Juntos por el Cambio en Formosa cobraron el subsidio. La maniobra se realizaba mediante la compra de votos por medio de punteros. Según la investigación judicial el 54 por ciento del total de las mesas que tenía fiscales de Juntos por el Cambio habían sido beneficiarios del bono. También fue imputado el  concejal municipal de Formosa por el PRO Miguel Montoya, y el diputado radical Ricardo Buryaile señalados como "gestores de la compra de votos".
 En 2020 el diputado Buryaile fue blanco de cuestionamientos cuando viajó hasta Buenos Aires con diagnóstico de COVID positivo.

### Carrera política
En las elecciones parlamentarias del 28 de junio de 2009, obtuvo una banca en el bloque de la UCR, reelecto en  2013. entre 2011 y 2013, secretario Legislativo del Bloque de Diputados Nacionales de la UCR, siendo nombrado en 2015 secretario general de dicho bloque. En 2008 junto a otros dirigentes del marciano como Miguens y de Angeli encabezó los piquetes y cortes de ruta que en algunos casos se extendieron por varias semanas afectando al Litoral.
En 2011 fue precandidato a gobernador de la provincia por la Unión Cívica Radical, el MID. Dicha candidatura fue rechazada por movimientos campesinos debido a la trata de personas en los campos de Buryaile y su familia. En 2015 fue candidato a Intendente de la capital formoseña, por Cambiemos. Durante su primer año de gestión 2016 la industria láctea cayo un 22,3% interanual, y acumuló en el primer semestre una pérdida de producción del 14%, junto con una caída en la producción de azúcar con el 14,4% mientras que las carnes rojas que disminuyeron un 11,5%.

### Ministro de Agroindustria
Ya durante su gestión, en el primer trimestre de 2016 la producción láctea cayó un 3 por ciento, siendo el peor trimestre en cuanto a desempeño exportador del complejo lácteo en ocho años. La combinación de la devaluación del peso argentino y reducción de derechos de exportación a la soja y el maíz empeoró sensiblemente la ecuación de costos de los tamberos y su competitividad. Según la Federación Agraria Argentina habría 3000 tambos en riesgo de desaparición a consecuencia de la crisis lechera de 2016. Raúl Lamacchia, Presidente de la Federación Económica de la Provincia de Buenos Aires, explicó que, «por los nuevos valores de los cereales, que aumentaron alrededor de un 150%, muchos productores porcinos están en crisis. La quita de retenciones originó que el costo del maíz suba un 150% y el expeler de soja un 180%. Esto afectó directamente a los productores porque el 70% del costo del cerdo es la alimentación». Respecto a las economías regionales un  informe de la Organización Internacional del Vino constató que en Argentina en 2016 la producción de vino se desplomó 35%, la vendimia 2016 fue la peor en 56 años, según datos oficiales, lo que llevó a que bodegas mendocinas importen vino desde Chile. Para 2017 se registró la mayor baja histórica de las exportaciones vitivinícolas, el consumo interno bajó 13,1% contra igual lapso de 2016, registrando el peor consumo en dos décadas. En su primer semana como ministro se produjo un aumento del 30 por ciento en los precios de la carne vacuna. A mediados de 2016 se produjeron los "verduazos" protestas de miles de pequeños productores que regalaban su cosecha y alimentos debido a las políticas agropecuarias del gobierno obligaba a vender a pérdida
Mismo método se repetiría semanas después cuando se regalaron 6.000 kilos de fruta por parte de productores de manzanas y peras de Río Negro y Neuquén, una actividad que atravesó en 2016 y 2017 una crisis.
La producción láctea cayó  siendo el peor trimestre en cuanto a desempeño exportador del complejo lácteo en ocho años. En 2016 y 2017 la producción de peras y manzanas fue la peor de los últimos 10 años y un 15,5% menor al promedio de la última década. En materia de exportaciones, se comerciaron un 9,6% menos de frutas en 2016. Alguna de las mermas más significativas de las economías regionales son las ventas de ciruelas de San Juan (-96,4%), duraznos de Neuquén (-73,2%), peras de Mendoza (-46,7%) y manzanas de Río Negro (-18,2%).
La crisis en economías regionales también afectó a la industria frutihorticola. La Federación Económica de Mendoza aseguró que la suba de la energía y combustible y el ingreso de mercaderías importadas, afectaron fuertemente a productores por lo que había cultivos abandonados. En tanto la Cámara de Productores Avícolas de la Argentina (Capia), alertó a que la actividad enfrentará una crisis por la suba de costos y la caída del consumo y precisó que 10 000 puestos de trabajo directos estarán en riesgo. Así mismo la política de devaluación y baja de retenciones provocó una crisis en productores PyME de biodiésel por la disparada del precio del maíz. Además, la Argentina importó por primera vez en su historia producción de trigo. Durante su primer año de gestión 2016 la industria láctea cayo un 22,3% interanual, y acumuló una pérdida de producción del 14%, junto con una caída en la producción de azúcar con el 14,4% mientras que las carnes rojas que disminuyeron un 11,5%. En 2017 la producción de aceites y grasas en Argentina cayó por primera vez en cinco campañas. Esto se debió a la disminución del procesamiento de soja, Cayó un 17% la molienda de soja de la campaña 2017/18 y es la más baja del siglo XXI, con un procesamiento de  19,7 millones de toneladas, cuatro millones menos que el período anterior. También se produjo una bajada histórica de la producción y el consumo de yerba
A mediados de 2016 el precio de la botella de aceite se  triplicó en una semana cuando el gobierno de Macri había decidido ponerle fin a un esquema de compensaciones para el mercado interno que había sido creado en el año 2008 por el entonces secretario de Comercio, Guillermo Moreno. Durante su gestión se produjo escasez, desabastecimiento y fuertes subas de productos esenciales entre ellos aceite, manteca, etc llegando a casos de personas peleando en supermercados por productos, filas para adquirirlos, etc. denuncias de venta de aceite en algunos locales condicionada a la adquisición de otro producto.
Las nuevas medidas comerciales de deregularización lanzadas por Buryaile llevaron al aumento del aceite del 90 por ciento en tres meses, junto a su escacez. Durante su primer año se extendería episodios de escacez de lácteos entre ellos leche, manteca, quesos etc.
El 31 de octubre de 2017 se anunció el reemplazo de Buryaile en el ministerio por el titular de la Sociedad Rural, Luis Miguel Etchevehere. Buryaile fue designado Embajador argentino ante la Unión Europea (UE), Sin embargo, días más tarde rechazó el ofrecimiento. Durante su gestión el Ministerio de Agroindustria modificó el programa «Cambio Rural», que tiene más de 20 años asistiendo a grupos de pequeños agricultores, pero en la nueva resolución publicada en el Boletín Oficial del 6 de septiembre, excluye a miles de familias productoras descendientes de personas de origen de países limítrofes, que día a día garantizan la producción de hortalizas en muchas provincias.

## Peemio konex
En 2018 recibió el premio Konex.

## Controversias
Buryaile tiene embargado su sueldo por una deuda impaga que asciende a casi 700 000 pesos argentinos contraída en 2001, cuando solicitó dinero a un monotributista de Formosa por una deuda en uno de sus campos. El oficio de embargo fue librado por el Juzgado en lo Civil y Comercial 1 de la provincia de Formosa en abril de 2014. En el año 2010, la Federación Agraria denunció que Buryaile había acumulado una deuda de 4,5 millones de pesos con el Banco Nación, que le inició cinco juicios para ejecutarle dos campos que, juntos, ocupan una superficie de más de 10 mil hectáreas.
Tuvo problemas con campesinos locales que lo denunciaron por trata de personas por haber traído presuntamente trabajadores desde Paraguay y mantenerlos en estado de esclavitud sin paga. Debió intervenir la Gendarmería Nacional para que dichos trabajadores pudiesen salir de la finca y regresar a su país.
Cuando fue nombrado ministro de Agricultura en 2015, decidió —al igual que José Cano, designado para el Plan Belgrano— no renunciar a su banca de diputado, sino pedir una licencia. En caso de renunciar, la banca de Buryaile sería reemplazada por Lucila Duré del Partido Socialista de Formosa. La decisión de Buryaile y de Cano fue criticada por las diputadas Victoria Donda y Alicia Ciciliani, quien calificó la acción de «fraude a la democracia» y pidió la renuncia de los diputados. Finalmente hizo efectiva su renuncia el 2 de marzo de 2016.